# Stipa dasyvaginata
Stipa dasyvaginata är en gräsart som beskrevs av Jan Otakar Martinovský. Stipa dasyvaginata ingår i släktet fjädergrässläktet, och familjen gräs. Inga underarter finns listade i Catalogue of Life.